# N-ベンゾイル-4-ヒドロキシアントラニル酸 4-O-メチルトランスフェラーゼ
N-ベンゾイル-4-ヒドロキシアントラニル酸 4-O-メチルトランスフェラーゼ(N-benzoyl-4-hydroxyanthranilate 4-O-methyltransferase、EC 2.1.1.105)は、以下の化学反応を触媒する酵素である。
S-アデノシル-L-メチオニン + N-ベンゾイル-4-ヒドロキシアントラニル酸{\displaystyle \rightleftharpoons }S-アデノシル-L-ホモシステイン + N-ベンゾイル-4-メトキシアントラニル酸
従って、この酵素の2つの基質はS-アデノシル-L-メチオニンとN-ベンゾイル-4-ヒドロキシアントラニル酸、2つの生成物はS-アデノシル-L-ホモシステインとN-ベンゾイル-4-メトキシアントラニル酸である。
この酵素は、転移酵素、特に1炭素基を転移させるメチルトランスフェラーゼのファミリーに属する。系統名は、S-アデノシル-L-メチオニン:N-ベンゾイル-4-O-ヒドロキシアントラニル酸 4-O-メチルトランスフェラーゼである。その他よく用いられる名前に、N-benzoyl-4-hydroxyanthranilate 4-methyltransferase、benzoyl-CoA:anthranilate N-benzoyltransferase等がある。